# Primera División 1970-1971 (hockey su pista)
La Primera Division 1970-1971 è stata la 2ª edizione del torneo di secondo livello del campionato spagnolo di hockey su pista. La competizione è iniziata il 25 ottobre 1970 e si è conclusa il 28 marzo 1971.
Il torneo è stato vinto dal Montemar davanti al Calafell; le due squadre furono promosse in División de Honor per la stagione successiva.

## Squadre partecipanti
| Club                   | Città                | Impianto | Stagione precedente                  |
| ---------------------- | -------------------- | -------- | ------------------------------------ |
| Calafell               | Calafell             |          | 3º in Primera División               |
| Caldes                 | Caldes de Montbui    |          | In Segunda División, promosso        |
| Cibeles                | Oviedo               |          | 4º in Primera División               |
| CP Claret              | Siviglia             |          | In Segunda División, promosso        |
| Coma Cros              | Salt                 |          | 14º in División de Honor, retrocesso |
| Girona                 | Girona               |          | 11º in Primera División, ripescato   |
| Horta                  | Barcellona           |          | 8º in Primera División               |
| Jabones El Abra Bilbao | Bilbao               |          | 10º in Primera División              |
| Montemar               | Alicante             |          | 7º in Primera División               |
| Salamanca              | Salamanca            |          | 9º in Primera División               |
| Terrassa               | Terrassa             |          | 6º in Primera División               |
| Vilanova               | Vilanova i la Geltrú |          | 13º in División de Honor, retrocesso |

## Classifica finale
|  | Pos. | Squadra                | Pt | G  | V  | N | P  | GF  | GS  | DR  |
|  | ---- | ---------------------- | -- | -- | -- | - | -- | --- | --- | --- |
|  | 1.   | Montemar               | 38 | 22 | 18 | 2 | 2  | 117 | 63  | +54 |
|  | 2.   | Calafell               | 36 | 22 | 17 | 2 | 3  | 102 | 35  | +67 |
|  | 3.   | Coma Cros              | 28 | 22 | 13 | 2 | 6  | 82  | 50  | +32 |
|  | 4.   | Vilanova               | 27 | 22 | 13 | 1 | 8  | 87  | 64  | +23 |
|  | 5.   | Cibeles                | 25 | 22 | 12 | 1 | 9  | 93  | 58  | +35 |
|  | 6.   | Terrassa               | 25 | 22 | 12 | 1 | 9  | 97  | 92  | +5  |
|  | 7.   | Horta                  | 24 | 22 | 10 | 4 | 8  | 80  | 80  | 0   |
|  | 8.   | Caldes                 | 21 | 22 | 9  | 3 | 10 | 87  | 98  | -11 |
|  | 9.   | Girona                 | 16 | 22 | 5  | 6 | 11 | 69  | 98  | -29 |
|  | 10.  | CP Claret              | 13 | 22 | 5  | 3 | 14 | 71  | 113 | -42 |
|  | 11.  | Jabones El Abra Bilbao | 7  | 22 | 2  | 3 | 16 | 46  | 87  | -41 |
|  | 12.  | Salamanca              | 2  | 22 | 1  | 0 | 21 | 59  | 152 | -93 |

Legenda:
      Promosso in División de Honor 1971-1972.
  Partecipa ai play-out.
      Retrocesse in Segunda Division 1971-1972.
Note:
Due punti a vittoria, uno a pareggio, zero a sconfitta.

## Verdetti
|  | Verdetto                       | Club                                    |
|  | ------------------------------ | --------------------------------------- |
|  | Promosse in División de Honor  | Montemar Calafell                       |
|  | Retrocesse in Segunda Division | Girona Jabones El Abra Bilbao Salamanca |